# Badlands (album de Halsey)
Badlands este albumul de studio de debut al cantautoarei americane Halsey. Albumul a fost lansat pe data de 28 august 2015 prin intermediul casei de discuri Astralwerks Records. Numele „Badlands” se referă la starea de spirit a lui Halsey în timp ce scria albumul, să folosească un loc fizic ca o metaforă pentru o minte pustie și singură.

## Single-uri
- „Hurricane” a fost lansat pe 16 octombrie 2014 ca primul single de pe album. Cântecul se află de asemenea pe EP-ul Room 93, care a fost lansat în aprilie 2014.
- „Ghost”, care este de asemenea inclus pe EP-ul Room 93, a fost lansat pe 27 octombrie 2014 ca cel de-al doilea single.
- „Hold Me Down” este primul single promoțional de pe Badlands. Cântecul a fost lansat pe canalul oficial VEVO al lui Halsey pe 2 iunie 2015.
- „New Americana” este al doilea single promoțional de pe Badlands, care a fost înainte postat de către Halsey pe pagina sa pe SoundCloud. Totuși, aceasta este o versiune nouă și a fost lansată pe 10 iulie 2015.

## Vizualizari
| Titlul        | Views       | Lansare (Youtube) |
| Hurricane     | 39.337.179  | 16 oct. 2014      |
| Ghost         | 55.996.971  | 11 iun. 2015      |
| New Americana | 50.597.535  | 25 sept. 2015     |
| Colors        | 170.353.096 | 25 feb. 2016      |
| Castle        | 46.029.626  | 13 apr. 2016      |
| Gasoline      | 80.230.505  | 28 aug. 2015      |

## Lista pieselor
| Standard edition | Standard edition | Standard edition                                               | Standard edition                                  | Standard edition |
| No.              | Titlu            | Autori                                                         | Producatori                                       | Durata           |
| ---------------- | ---------------- | -------------------------------------------------------------- | ------------------------------------------------- | ---------------- |
| 1.               | "Castle"         | - Ashley Frangipane - Peder Losnegård                          | - Lido                                            | 4:37             |
| 2.               | "Hold Me Down"   | - Frangipane - Joseph Khajadourian - Alex Schwartz - Ryan Lott | - The Futuristics - Lido                          | 3:24             |
| 3.               | "New Americana"  | - Frangipane - Larzz Principato - Chandra Uber - James Mtume   | - Lido - Kalkutta - Principato                    | 3:03             |
| 4.               | "Drive"          | - Frangipane - Tim Anderson                                    | - Anderson - Lido - Aron Forbes - Chris Spilfogel | 4:18             |
| 5.               | "Roman Holiday"  | - Frangipane - Ryan McMahon - Benjamin Berger                  | - Captain Cuts                                    | 3:21             |
| 6.               | "Colors"         | - Frangipane - Dylan Bauld                                     | - Dylan William - Lido                            | 4:09             |
| 7.               | "Coming Down"    | - Frangipane - Justyn Pilbrow                                  | - Pilbrow - Lido                                  | 3:43             |
| 8.               | "Haunting"       | - Frangipane - Charlie Hugall - Rob Tortelli - Chris Hugall    | - S.A. - Charlie Hugall - Lido - Heavy Mellow     | 4:20             |
| 9.               | "Control"        | - Frangipane - Roy Kerr - Tim Bran                             | - Lido                                            | 3:34             |
| 10.              | "Young God"      | - Frangipane                                                   | - Lido - William - Heavy Mellow                   | 3:00             |
| 11.              | "Ghost"          | - Frangipane - Dylan Scott                                     | - Scott                                           | 2:33             |
| Total length:    | Total length:    | Total length:                                                  | Total length:                                     | 40:03            |

| Deluxe edition | Deluxe edition    | Deluxe edition                                                 | Deluxe edition                                    | Deluxe edition |
| No.            | Titlu             | Autori                                                         | Producatori                                       | Durata         |
| -------------- | ----------------- | -------------------------------------------------------------- | ------------------------------------------------- | -------------- |
| 1.             | "Castle"          | - Ashley Frangipane - Peder Losnegård                          | - Lido                                            | 4:37           |
| 2.             | "Hold Me Down"    | - Frangipane - Joseph Khajadourian - Alex Schwartz - Ryan Lott | - The Futuristics - Lido                          | 3:24           |
| 3.             | "New Americana"   | - Frangipane - Larzz Principato - Chandra Uber - James Mtume   | - Lido - Kalkutta - Principato                    | 3:03           |
| 4.             | "Drive"           | - Frangipane - Tim Anderson                                    | - Anderson - Lido - Aron Forbes - Chris Spilfogel | 4:18           |
| 5.             | "Hurricane"       | - Frangipane - Anderson                                        | - Anderson                                        | 3:43           |
| 6.             | "Roman Holiday"   | - Frangipane - McMahon - Berger                                | - Captain Cuts                                    | 3:21           |
| 7.             | "Ghost"           | - Frangipane - Scott                                           | - Scott                                           | 2:33           |
| 8.             | "Colors"          | - Frangipane - Bauld                                           | - William - Lido                                  | 4:09           |
| 9.             | "Colors Pt. II"   | - Frangipane - Bauld                                           | - William                                         | 1:36           |
| 10.            | "Strange Love"    | - Frangipane - Jim Eliot - Tim Larcombe                        | - Larcombe - Lido - Yung Gud                      | 4:07           |
| 11.            | "Coming Down"     | - Frangipane - Pilbrow                                         | - Pilbrow - Lido                                  | 3:43           |
| 12.            | "Haunting"        | - Frangipane - Charlie Hugall - Tortelli - Chris Hugall        | - Charlie Hugall - Lido - Heavy Mellow            | 4:20           |
| 13.            | "Gasoline"        | - Frangipane - Losnegård                                       | - Lido                                            | 3:19           |
| 14.            | "Control"         | - Frangipane - Kerr - Bran                                     | - Lido                                            | 3:34           |
| 15.            | "Young God"       | - Frangipane                                                   | - Lido - William - Heavy Mellow                   | 3:00           |
| 16.            | "I Walk the Line" | - John R. Cash                                                 | - Trevor Simpson - Sam Miller                     | 2:45           |
| Total length:  | Total length:     | Total length:                                                  | Total length:                                     | 55:33          |

## Istoricul de lansare
| Țara    | Data           | Format(e)            | Casa se discuri |
| ------- | -------------- | -------------------- | --------------- |
| Mondial | 28 august 2015 | Digital download, CD | Astralwerks     |

## Badlands Tour
Badlands Tour este primul turneu susținut de Halsey în care ea este cap de afiș. Ea își va promova albumul Badlands în acest turneu.
| Data               | Orașul          | Țara            | Locul                             |
| America de Nord    | America de Nord | America de Nord | America de Nord                   |
| ------------------ | --------------- | --------------- | --------------------------------- |
| 1 august 2015      | Chicago         | Statele Unite   | Grant Park                        |
| Europa             |                 |                 |                                   |
| 10 septembrie 2015 | Londra          | Regatul Unit    | O2 Academy Islington              |
| America de Nord    |                 |                 |                                   |
| 2 octombrie 2015   | Austin          | Statele Unite   | Austin City Limits Music Festival |